# Снітко Ігор Григорович
Ігор Григорович Снітко (нар. 13 серпня 1978, Харків, УРСР) — український плавець, учасник Олімпійських ігор Олімпійських ігор 1996 та 2000 року, чемпіон Європи.

## Виступи на Олімпійських іграх
| Олімпіада   | Дисципліна             | Місце |
| ----------- | ---------------------- | ----- |
| Афіни 1996  | 400 м вільним стилем   | 12    |
| Афіни 1996  | 1500 м вільним стилем  | 15    |
| Сідней 2000 | 400 м вільним стилем   | 16    |
| Сідней 2000 | 1500 м вільним стилем  | 14    |
| Сідней 2000 | 4x200 м вільним стилем | 14    |